# Zernove, Iakîmivka
Zernove (în ucraineană Зернове) este un sat în comuna Cervonoarmiiske din raionul Iakîmivka, regiunea Zaporijjea, Ucraina.

## Demografie
Componența lingvistică a localității Zernove
     Rusă (82,09%)
     Ucraineană (17,91%)
Conform recensământului din 2001, majoritatea populației localității Zernove era vorbitoare de rusă (82,09%), existând în minoritate și vorbitori de ucraineană (17,91%).